# 380-kV-Ems-Freileitungskreuzung

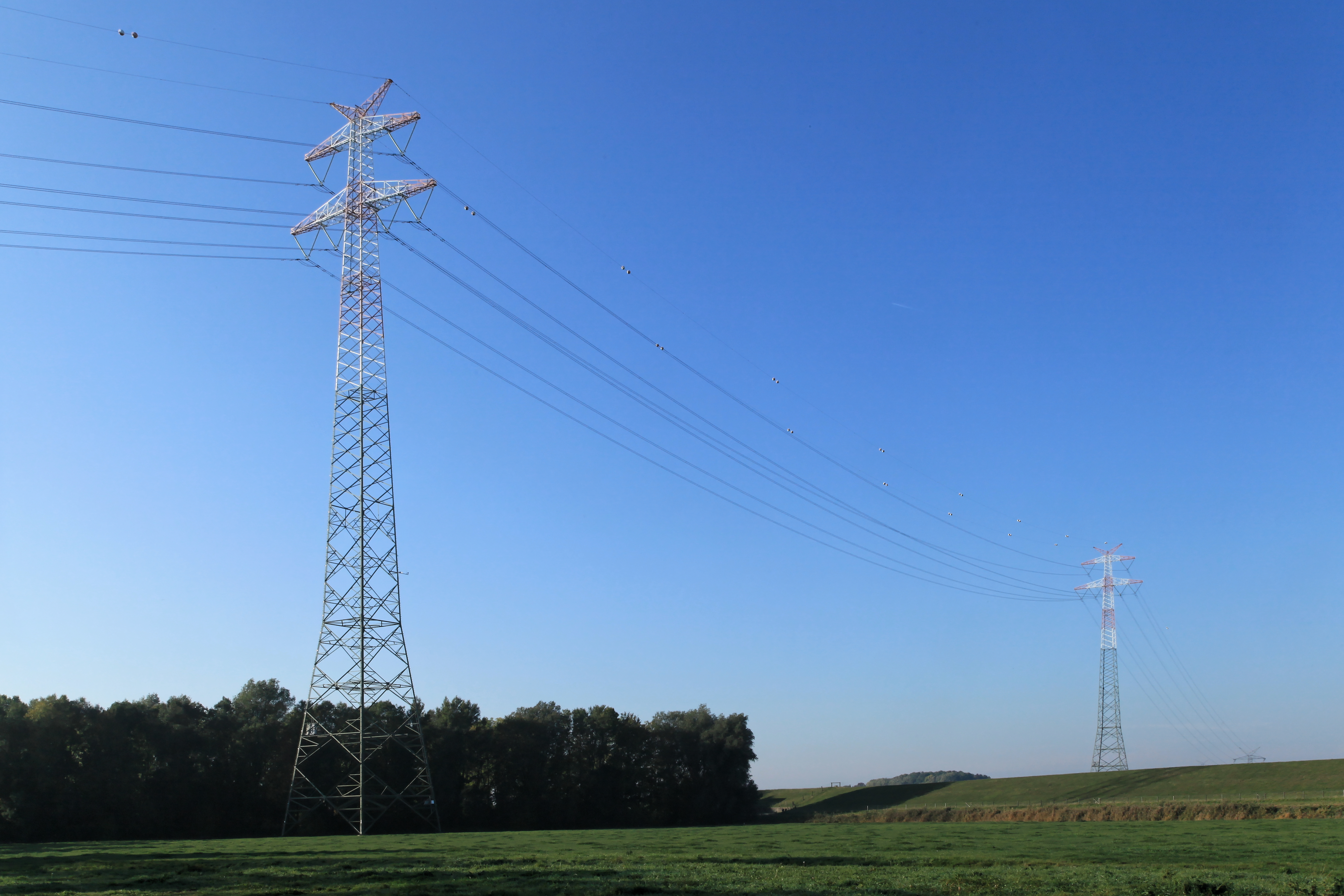
380-kV-Ems-Freileitungskreuzung bei Mark / südlich von Weener (mit den auf 110 m erhöhten Masten)

Die 380-kV-Ems-Freileitungskreuzung ist eine 1975 errichtete, auf 110 Meter hohen Donaumasten verlegte, zweikreisige 380-kV-Drehstromfreileitungsquerung der Ems bei Mitling-Mark südlich von Weener. Die Spannweite der Freileitung über der Ems beträgt 405 Meter. Die Freileitung verbindet die Schaltanlage bei Conneforde mit der bei Diele.
Nach einem großen Stromausfall in Europa im November 2006, bei dem die Abschaltung dieser Leitung der Auslöser war, wurden im Sommer 2007 die Freileitungsmasten von 84 Meter auf 110 Meter erhöht. Dadurch muss die Leitung jetzt bei einer Schiffsunterquerung nicht mehr vom Netz genommen werden.
Die Freileitungskreuzung stellte vor dem Sommer 2007 eines der Hindernisse für Kreuzfahrtschiffe der Meyer Werft in Papenburg dar, die über die Ems bei Emden in die Nordsee überführt werden. Auch wenn die Schiffe knapp unter der Leitung hindurch passten, musste diese aus Sicherheitsgründen wegen des geringen Abstands zu den Leiterseilen vom Netz genommen werden.
Die Leitung geriet in die Schlagzeilen, als eine Abschaltung zur Vorbereitung der Durchfahrt der Norwegian Pearl am Abend des 4. November 2006 eine Großstörung verursachte, die Auslöser für einen Stromausfall in zahlreichen Gebieten Deutschlands und anderen Staaten Westeuropas war.